# Sleipner
Sleipner (oldn.: Sleipnir eller Slejpner) er i nordisk mytologi Odins hingst. Sleipner har 8 ben og løber lige godt i luften som på jorden. I Thors kamp med Hrungner vædder Odin sit hoved på, at Sleipner ikke har sin lige i nogle af de ni verdener.
Ifølge Gylfaginning var Sleipner søn af hingsten Svadilfare og Loke, efter at Loke omskabte sig til en hoppe for at lokke Svadilfare væk fra arbejdet med at rejse en mur omkring Asgård. Aserne havde nemlig indgået et væddemål om, hvor hurtigt arbejdet kunne gøres.
En bygmester af jætteslægt havde tilbudt at bygge en sikker mur omkring Asgard i løbet af kun én vinter. Klarede han det inden fristen, skulle han belønnes med Freja, solen og månen. Aserne regnede det for umuligt, så de tænkte sig, at her fik de en billig mur. Aftalen blev bundet ved mange eder, for jætten oplevede det som utrygt at være blandt aserne uden en fredsaftale, hvis Thor skulle dukke op; han var østpå og sloges med trolde. Bygmesteren gik i gang med arbejdet med hjælp fra sin stærke hest Svadilfare, som fik muren op i en fart. Tre dage før fristen gik ud, var aserne meget bekymrede. Alt tegnede til, at de snart kom til at tabe både Freja og solen og månen. De blev enige om, at Loke var skyld i, at de havde indgået en så risikabel aftale, og pressede ham til at finde en løsning. Følgelig omskabte han sig til en hoppe og lokkede Svadilfare med ind i skoven, hvor han fik sådan en medfart af hingsten, at han senere nedkom med et gråt, ottebenet føl. Bygmesteren tabte ikke bare væddemålet; Thor knuste også hans skalle med Mjølner.
I Hervors og Hedreks saga er der i digtet Heidreks gåder et vers om Sleipner og Odin:
Gestumblinde sagde:
"Hvem er de to
der løber på ti fødder?
Tre øjne har de,
men kun en eneste hale."
Heidrek sagde:
"God er din gåde, Gestumblinde,
og løst er den:
Det er Odin, der rider på Sleipner!"
Hesten Grane, som i Sigurdskvadet bar guld af hede, siges at nedstamme fra Sleipner.